# Pendelrampe

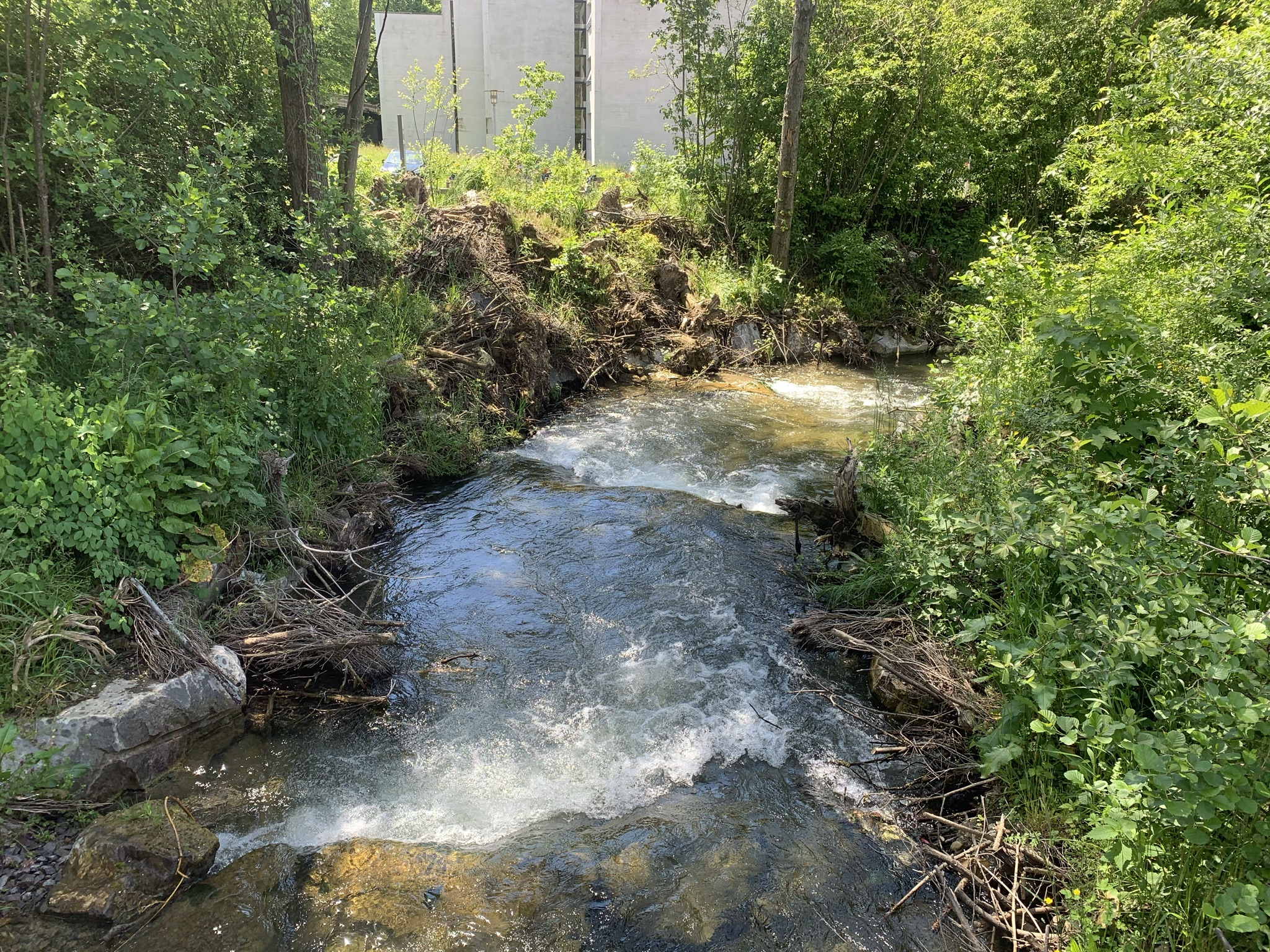
Pendelrampe am Hauserkanal, Limmat, Kanton Zürich

Die Pendelrampe (engl. meandering ramp) ist eine Sonderform der Riegelrampe, die durch abwechselnd zum linken bzw. zum rechten Ufer geneigte Riegel gekennzeichnet ist. Sie wurde Mitte der 1990er-Jahre von Otmar Grober von der Baubezirksleitung Bruck an der Mur in der Steiermark entwickelt. Die Pendelrampe wird im Flussbau zur Überwindung von Höhenunterschieden im Gewässerlauf eingesetzt. Sie verhindert Tiefenerosion im Flussbett und stellt gleichzeitig die Fischgängigkeit sicher. Biologische Wirkungskontrollen belegen die Funktionsfähigkeit sowohl für den Fischauf- als auch den Fischabstieg.

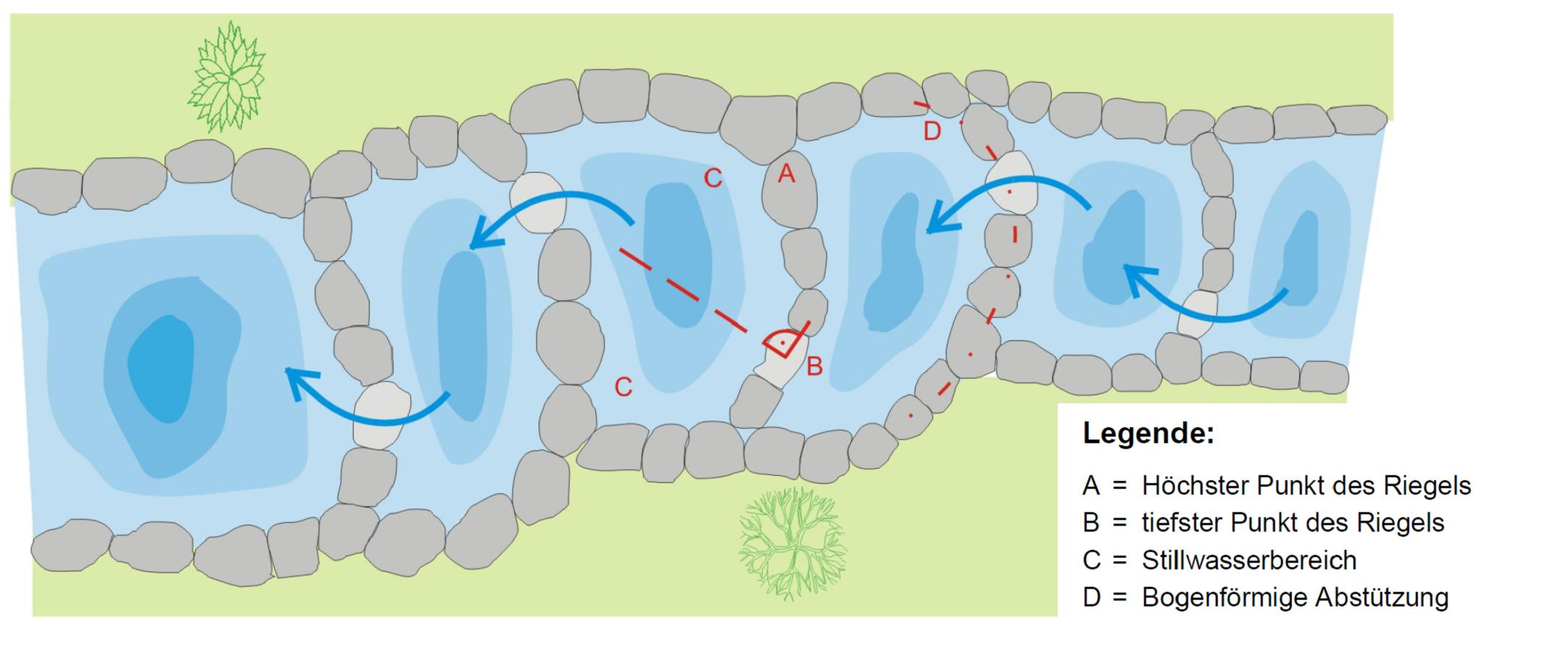
Schematische Darstellung einer Pendelrampe bei Niedrig- und Mittelwasserabfluss

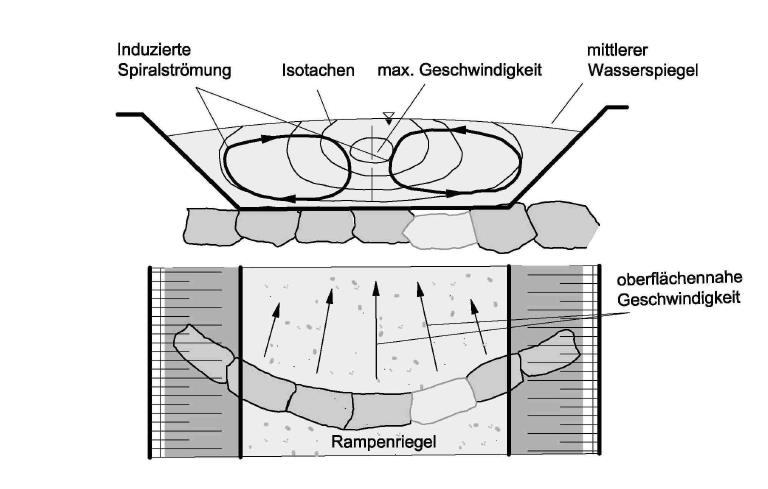
Schematische Darstellung der hydraulischen Wirkung einer Pendelrampe bei starker Überströmung im Hochwasserfall (oben: Querschnitt, unten: Situation)

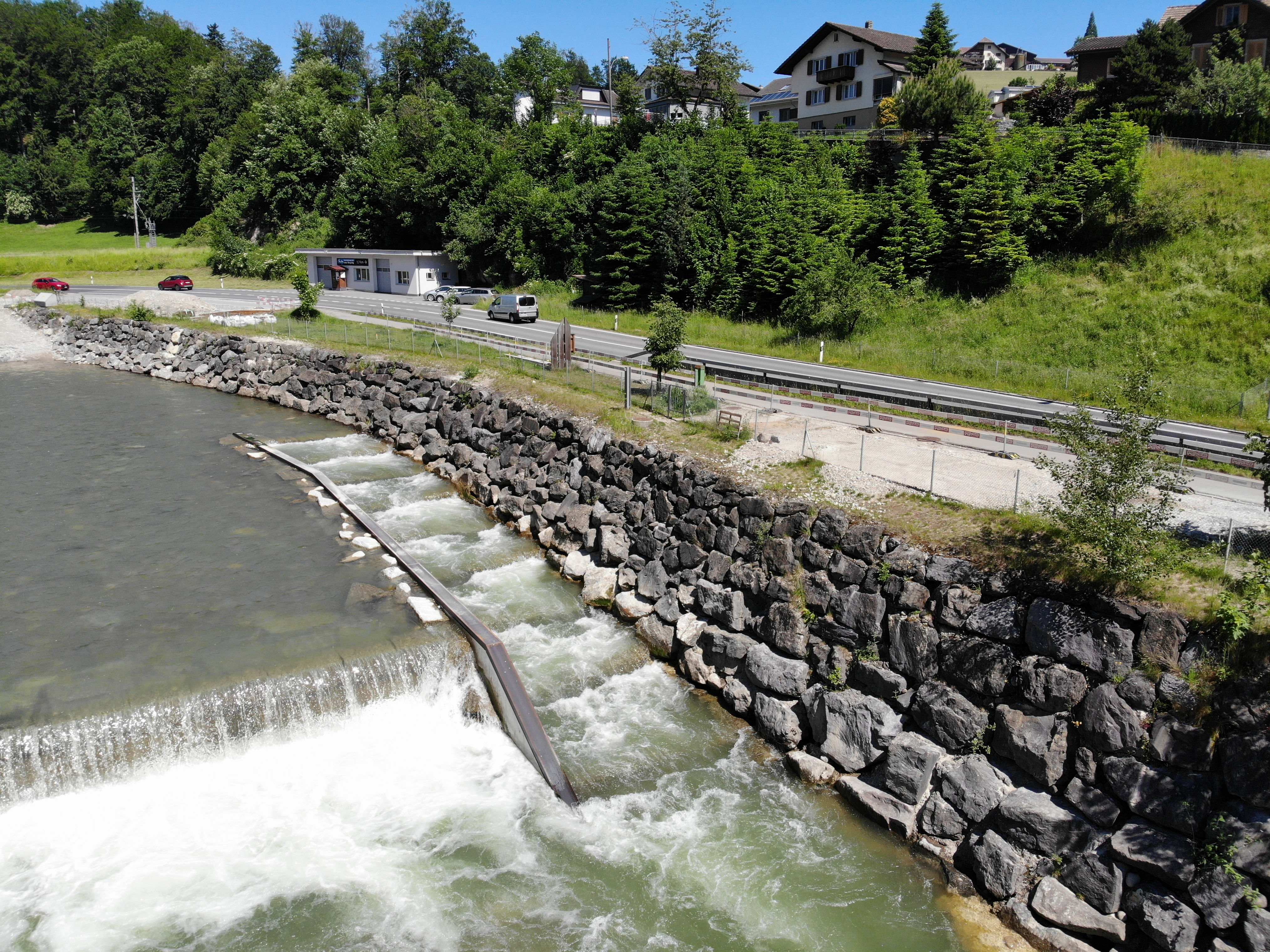
Als Teilrampe ausgeführte Pendelrampe in der Kleinen Emme, Kanton Luzern

Wie andere Formen der Sohlrampen, stellen Pendelrampen eine naturnahe Alternative zu klassischen Sohlschwellen dar.

## Funktionsweise
Die Pendelrampe besteht aus bogenförmigen Riegeln, die wechselseitig geneigt angeordnet sind. Bei Niedrig- und Mittelwasser fließt das Wasser hauptsächlich über die tieferliegenden Riegelbereiche, wodurch ein «pendelnder» Stromstrich entsteht. Somit verlängert sich der Fließweg, woraus eine Verringerung des effektiven Gefälles und somit der Fließgeschwindigkeit resultiert. Zusammen mit der Konzentration des Abflusses auf eine Teilbreite wirkt sich das positiv auf die biologische Durchlässigkeit der Rampe aus. Zudem entstehen oberstrom und unterstrom der wenig überströmten Riegelbereiche strömungsberuhigte Bereiche für aufsteigende Fische.
Bei Hochwasser werden die Riegel komplett überströmt und wirken dabei ähnlich wie Lenkbuhnen. Vereinfacht können die bogenförmigen Blocksteinriegel als beidseitig angeordnete inklinante Lenkbuhnen interpretiert werden, die in der Gewässermitte zusammenlaufen. Bei starker Überströmung induzieren die Riegel folglich zwei Sekundärströmungen mit entgegengesetzter Drehrichtung. Pendelrampen sind somit dem Instream River Training zuzuordnen. Die Sekundärströmungen führen dazu, dass das langsam fließende Wasser in Sohlennähe in Richtung des Uferbereichs gelenkt wird, während das schnell fließende, oberflächennahe Wasser in die Gewässermitte transportiert wird. Die Fließgeschwindigkeit in Ufernähe sinkt und Sedimentablagerungen werden begünstigt. Beides führt zu einer Entlastung des Uferbereichs, weshalb massive Maßnahmen zur Ufersicherung (z. B. Blocksatz) oft stark reduziert werden können.